# Баньяра-ді-Романья
Баньяра-ді-Романья (італ. Bagnara di Romagna) — муніципалітет в Італії, у регіоні Емілія-Романья,  провінція Равенна.
Баньяра-ді-Романья розташована на відстані близько 290 км на північ від Рима, 45 км на схід від Болоньї, 30 км на захід від Равенни.
Населення — 2423 особи (2014).
Щорічний фестиваль відбувається 30 листопада. Покровитель — Андрій Первозваний.

## Демографія
Населення за роками:

Станом на 1 січня 2023 року в муніципалітеті офіційно проживало 286 іноземців з 22 країн, серед них 92 громадяни країн Євросоюзу та 9 громадян України.

## Сусідні муніципалітети
- Котіньола
- Імола
- Луго
- Мордано
- Солароло